# Joan Is Awful
«Joan Is Awful» es el primer episodio de la sexta temporada de la serie de antología Black Mirror. Fue escrito por el creador de la serie Charlie Brooker y dirigido por Ally Pankiw. El episodio fue lanzado en Netflix, junto con el resto de la temporada seis, el 15 de junio de 2023.
El episodio sigue a una ejecutiva de tecnología (Annie Murphy) que descubre que su vida está siendo adaptada a una serie de televisión por la corporación de transmisión Streamberry y protagonizada por Salma Hayek como Joan.

## Argumento
La ejecutiva de tecnología Joan Tait despide a una de sus empleadas más leales y luego asiste a una sesión de terapia. Posteriormente se encuentra con su ex Mac para cenar, donde los dos comparten un beso antes de que Joan se arrepienta y se vaya. En casa, ella y su prometido Krish miran televisión y descubren una serie en la aplicación de transmisión Streamberry titulada «Joan Is Awful», protagonizada por Salma Hayek. Joan se horroriza al descubrir que la serie es un recuento casi exacto (aunque dramatizado) de su día. Krish la deja al enterarse a través del programa sobre sus sentimientos por Mac.
Al día siguiente, Joan descubre que todos sus compañeros de trabajo han visto la serie y que la junta directiva ha decidido despedirla de la empresa. Enfurecida, visita a su abogada, quien le dice que Joan técnicamente dio su consentimiento para que Streamberry cambiara su identidad al firmar los términos y condiciones de la aplicación. Joan se entera de que el programa se produce completamente en CGI utilizando una computadora cuántica que recopila datos en tiempo real sobre la vida de los usuarios desde sus dispositivos personales, y que Hayek simplemente firmó su imagen para que Streamberry la reproduzca digitalmente.
Creyendo que Hayek tiene el poder de detener la producción del programa, Joan intenta llamar su atención vistiéndose con un disfraz de animadora e interrumpiendo una boda en una iglesia defecando en el suelo. De hecho, su escena continúa en el próximo episodio de Joan Is Awful. Indignada por haber profanado su imagen, Hayek se reúne con su propio abogado, quien le dice que el largo contrato que firmó con Streamberry les permite usar su imagen de la manera que les plazca.
Posteriormente, Hayek visita a Joan en su casa y le explica que ella es igualmente impotente contra Streamberry. Luego, las dos deciden acabar con la empresa juntas irrumpiendo en su sede y destruyendo la computadora cuántica, que se encuentra al final del pasillo de la oficina de la directora ejecutiva Mona Javadi. Durante la misión, Joan y Hayek espían a Javadi quien le explica a una reportera que el algoritmo de Streamberry puede crear un programa basado en la vida de cualquiera de sus clientes, y que una serie que explota los temores personales de la audiencia genera una audiencia más fuerte.
Al llegar a la sala de servidores, Joan y Hayek se encuentran con un técnico que les revela que ellos mismos se encuentran en una capa ficticia de la realidad, siendo «Joan» un personaje interpretado por la actriz Annie Murphy, basado en una contraparte de la vida real; Mientras tanto, Hayek interpreta una versión ficticia de sí misma. Javadi le suplica a Joan que no destruya la computadora cuántica y, por lo tanto, borre su realidad, pero Joan cede el control a su yo de la vida real, que opta por destruir la máquina.
La realidad vuelve a su nivel de origen, donde tanto la verdadera Joan como Murphy son puestos en arresto domiciliario por irrumpir en las oficinas de Streamberry. La «Verdadera Joan» luego le dice a su terapeuta que se siente más en control de su vida y va a administrar su cafetería donde Murphy, con quien se ha hecho amiga, la visita.

## Reparto
- Annie Murphy como Joan Tait / Ella misma
- Salma Hayek como Ella misma / Joan Tait TV
- Michael Cera como Beppe
- Himesh Patel como Krish TV
- Avi Nash como Krish
- Wunmi Mosaku como Abogada de Joan TV
- Lolly Adefope como Abogada de Joan
- Rob Delaney como Mac
- Ben Barnes como Mac TV
- Jared Goldstein como Eric
- Jaboukie Young-White como Eric TV
- Ayo Edebiri como Sandy
- Camirin Farmer como Sandy TV
- Kayla Lorette como Joan Tait fuente
- Leila Farzad como Mona Javadi
- Rich Fulcher como Gainsborough
- Ellen Robertson como Amigo de Sandy
- Luke Beattie como Brutus
- Paul Gorvin como Brutus TV
- Laurel Lefkow como Dra. Atkinson
- Èva Magyar como Dra. Atkinson TV
- Bea Segura como Dra. Atkinson fuente
- Steen Raskopoulos como Mike
- Max Harwood como Julian
- Brian Law como Chico en Skillane Legal
- Anthony Wise como Pastor
- Alex Magliaro como Hombre policía
- Mujde Ipek como Mujer policía
- Mark McKerracher como Pastor TV
- Tessa Wong como Recepcionista Streamberry
- Danielle Vitalis como Fatima Klaas
- Mary Beth Barone como Lucy

## Producción
Netflix anunció que una sexta temporada de Black Mirror estaba en desarrollo en mayo de 2022, casi tres años desde el lanzamiento de la temporada anterior. El guionista de «Joan Is Awful» fue Charlie Brooker, y el director fue Ally Pankiw. Brooker dijo que fue el único episodio de la sexta temporada que se sintió como una entrega tradicional.
La idea original vio a Joan como el tema de los titulares de los periódicos sobre quejas insignificantes de colegas, o deepfake de políticos utilizadas por una red de noticias. Brooker se inspiró más tarde en la miniserie The Dropout (2022), que describía la creación y la caída en desgracia de la empresa tecnológica Theranos, ya que parecía estar creando drama a partir de «cosas que sucedieron hace diez minutos». Brooker describió el episodio como uno de los «más abiertamente cómicos» del programa. La filmación terminó antes de que se lanzara ChatGPT, lo que hace que el episodio sea «inquietantemente oportuno», según Emma Stefansky de Esquire. Brooker comentó que la industria del entretenimiento estaba considerando un futuro de «entretenimiento generado automáticamente que está dirigido sin cesar directamente a las personas» y lo que esto significaría para los escritores.

### Elenco y filmación
El elenco fue anunciado en abril de 2023 que incluyó a Annie Murphy, Salma Hayek, Michael Cera, Himesh Patel, Rob Delaney y Ben Barnes, quienes fueron asociados al episodio «Joan Is Awful» al mes siguiente. Brooker eligió a Murphy después de ver Schitt's Creek durante la pandemia de COVID-19, sintiendo que tenía el momento cómico para el papel de Joan mientras era «agradable pero identificable, tonta y defectuosa». También señaló que la directora Ally Pankiw era la mejor opción para trabajar con Murphy dado que había trabajado en dicho programa como editora de historias. Si bien siempre consideró a una estrella de cine conocida para el programa dentro de un programa, Joan, cuando finalmente mencionaron a Hayek, Brooker no estaba seguro de que aceptaría, solo para que ella estuviera bien informada sobre Black Mirror e intrigada sobre la premisa del episodio.
Al interpretarse a sí misma en el episodio, Hayek dijo que le dio la oportunidad de «explorar los conceptos y clichés que la gente tiene sobre mí y ser autocrítico» y tener «permiso» para hacer «las cosas más repugnantes y grotescas» aunque una de esas cosas en el guion la hizo preguntarse: «¿Realmente quiero hacer esto?». Brooker dijo que Hayek quería que su diálogo fuera «más escandaloso» que las líneas «más dóciles» que habían escrito para no «asustarla». Hayek también dijo que ayudaría incluir datos personales sobre ella en el guion, lo que lleva a la escena en la que Hayek dice que es disléxica y católica. Murphy dijo sobre la escena en la que su personaje defeca en una iglesia: «No podría estar más emocionada y me la imagino».

## Recepción
En el sitio de reseñas Rotten Tomatoes, el episodio tiene un índice de aprobación del 92% según 13 reseñas. The Independent lo calificó con tres estrellas de cinco; El Daily Telegraph lo calificó con dos estrellas.